# Babia Wieś

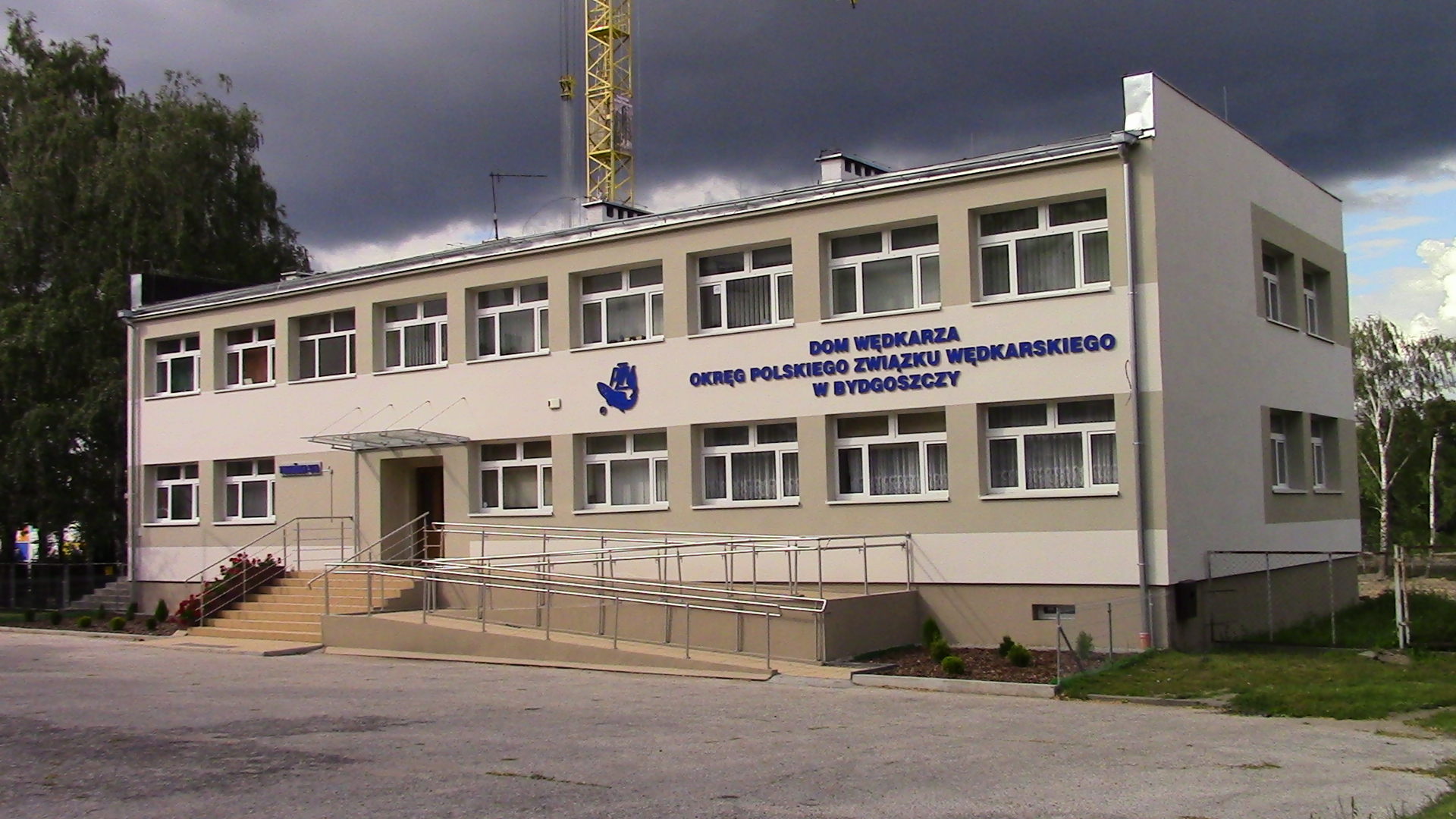
Polski Związek Wędkarski Okręg w Bydgoszczy

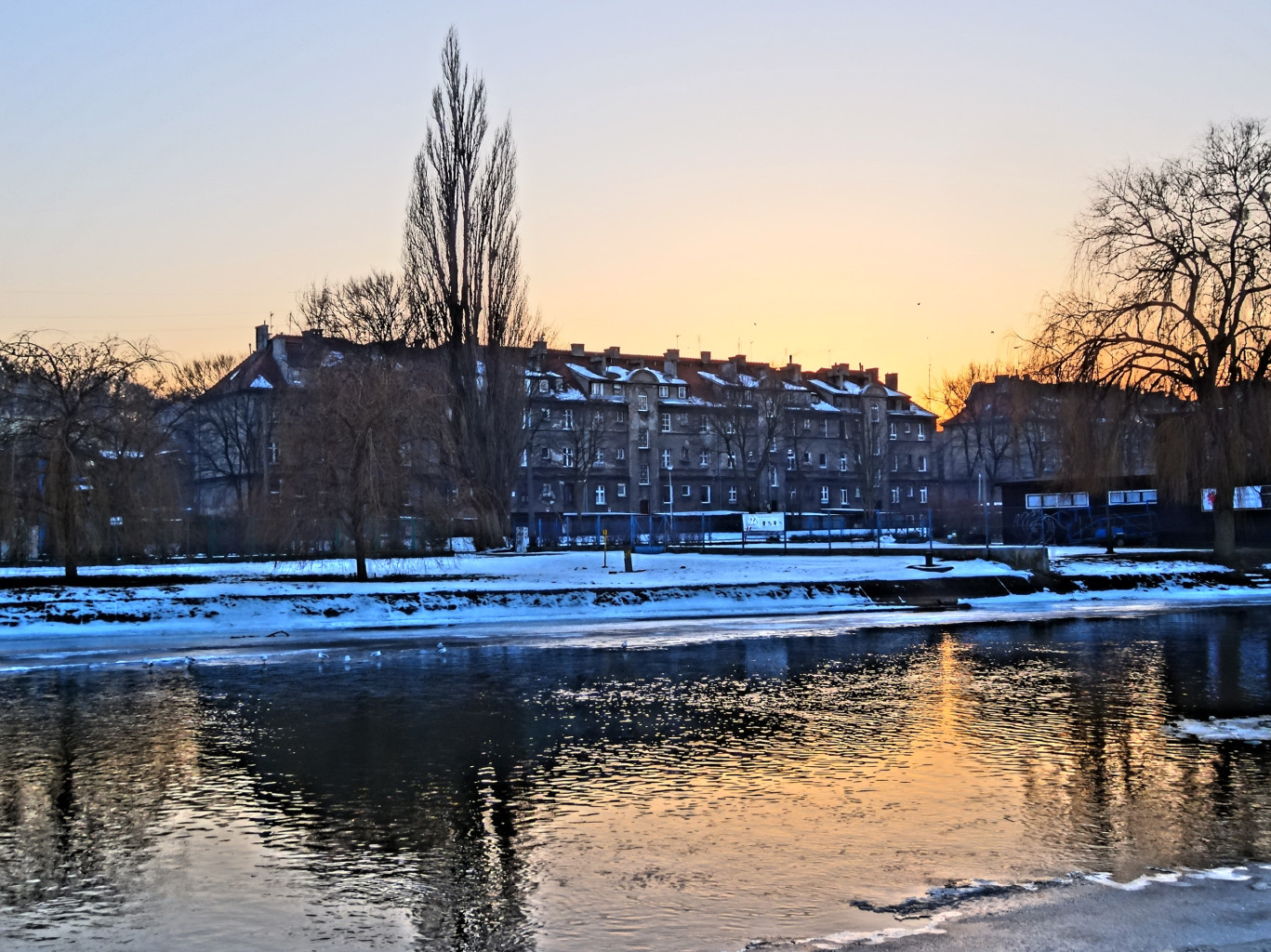
Budynek mieszkalny przy ul. Babia Wieś wzniesiony w okresie międzywojennym

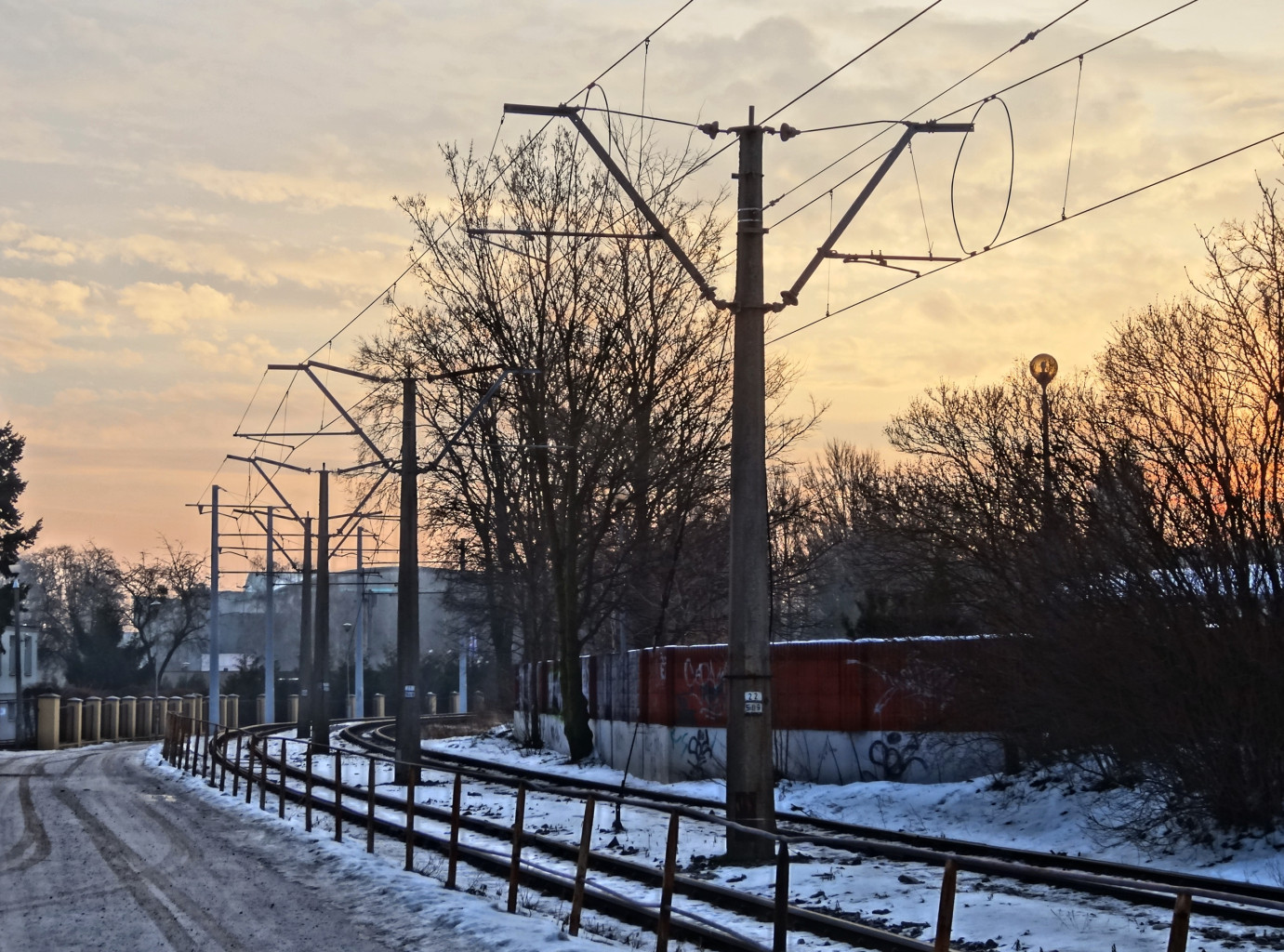
Linia tramwajowa „Brda”

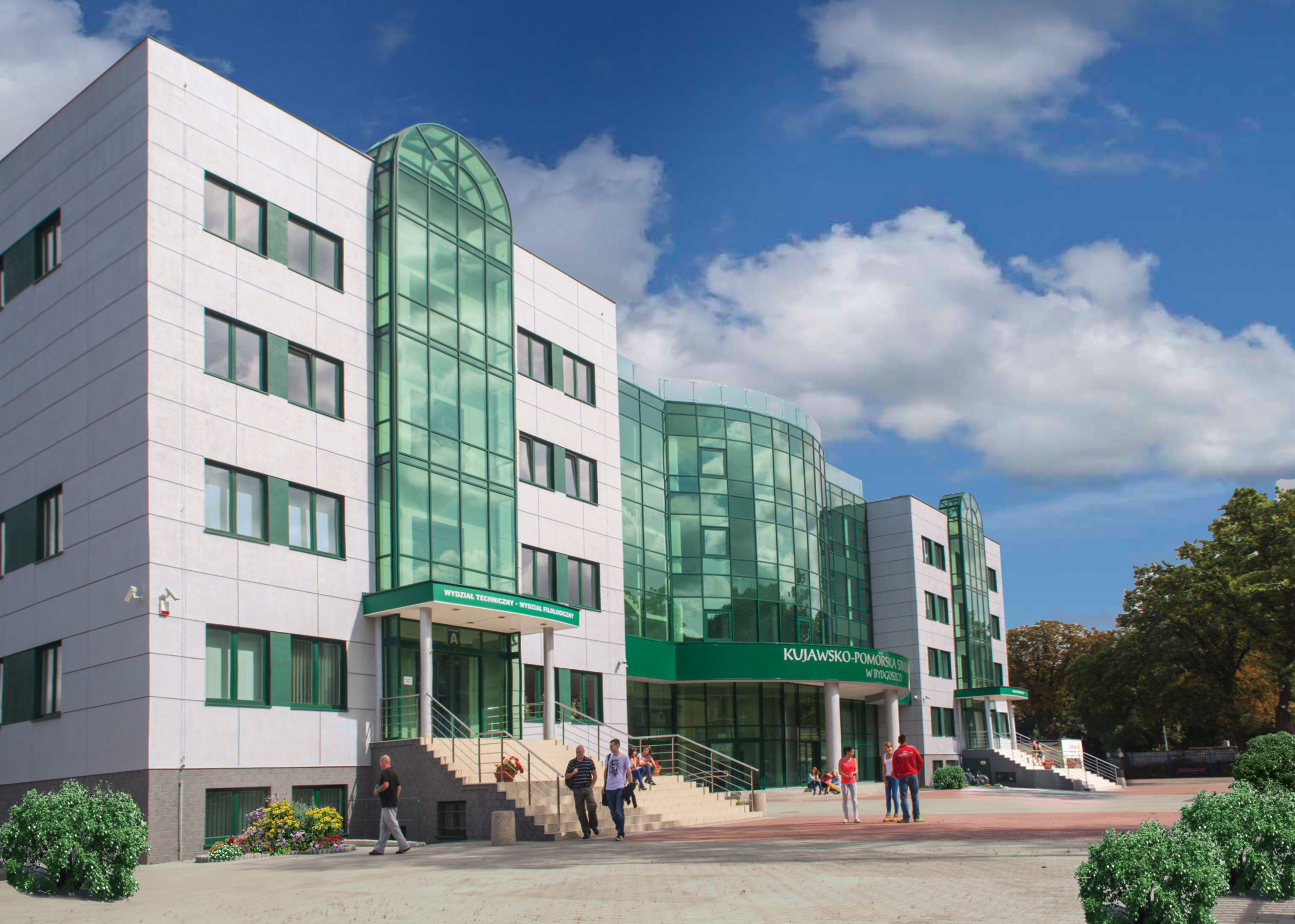
Kampus Kujawsko-Pomorskiej Szkoły Wyższej

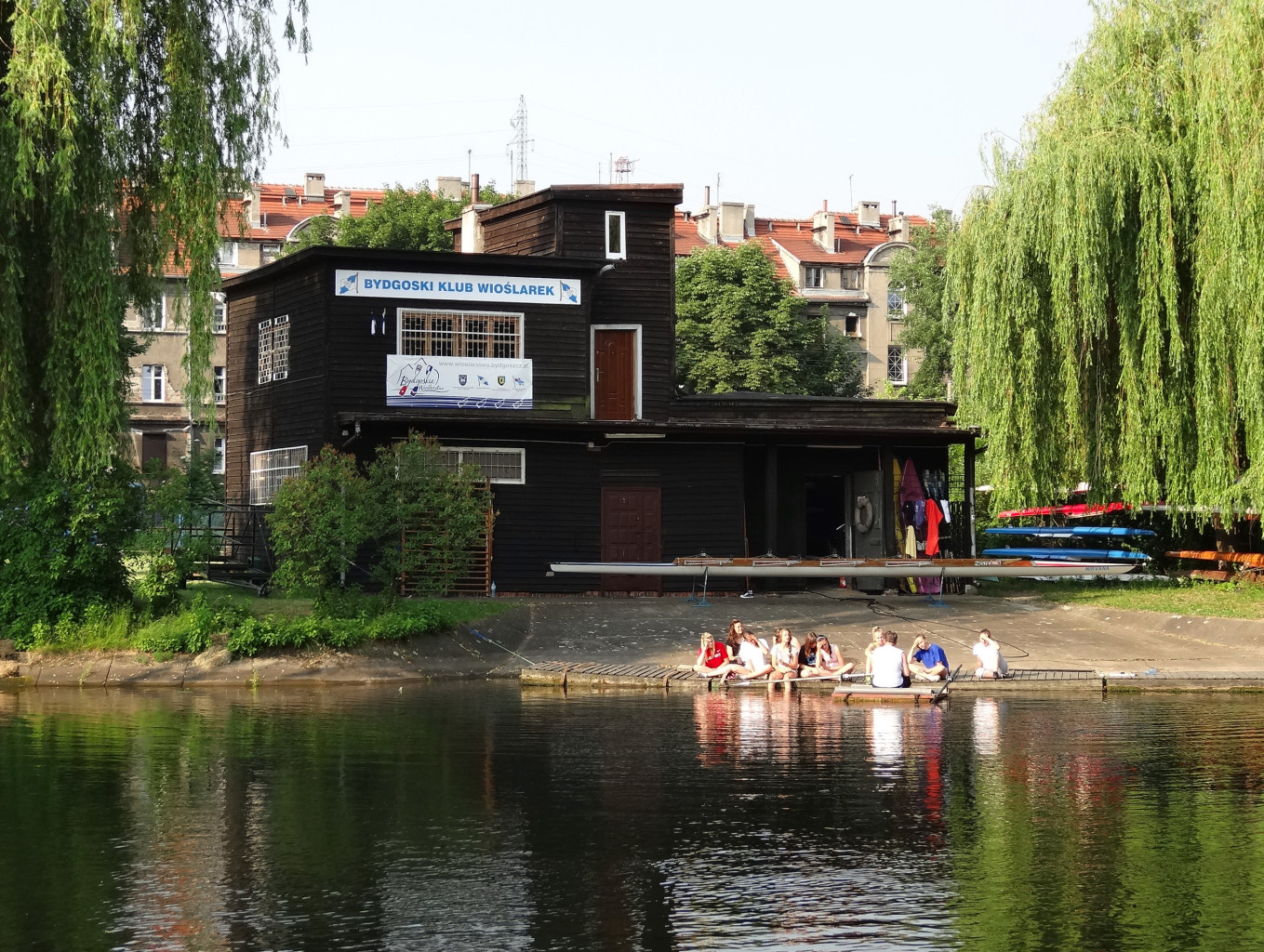
Bydgoski Klub Wioślarek założony w 1927 roku

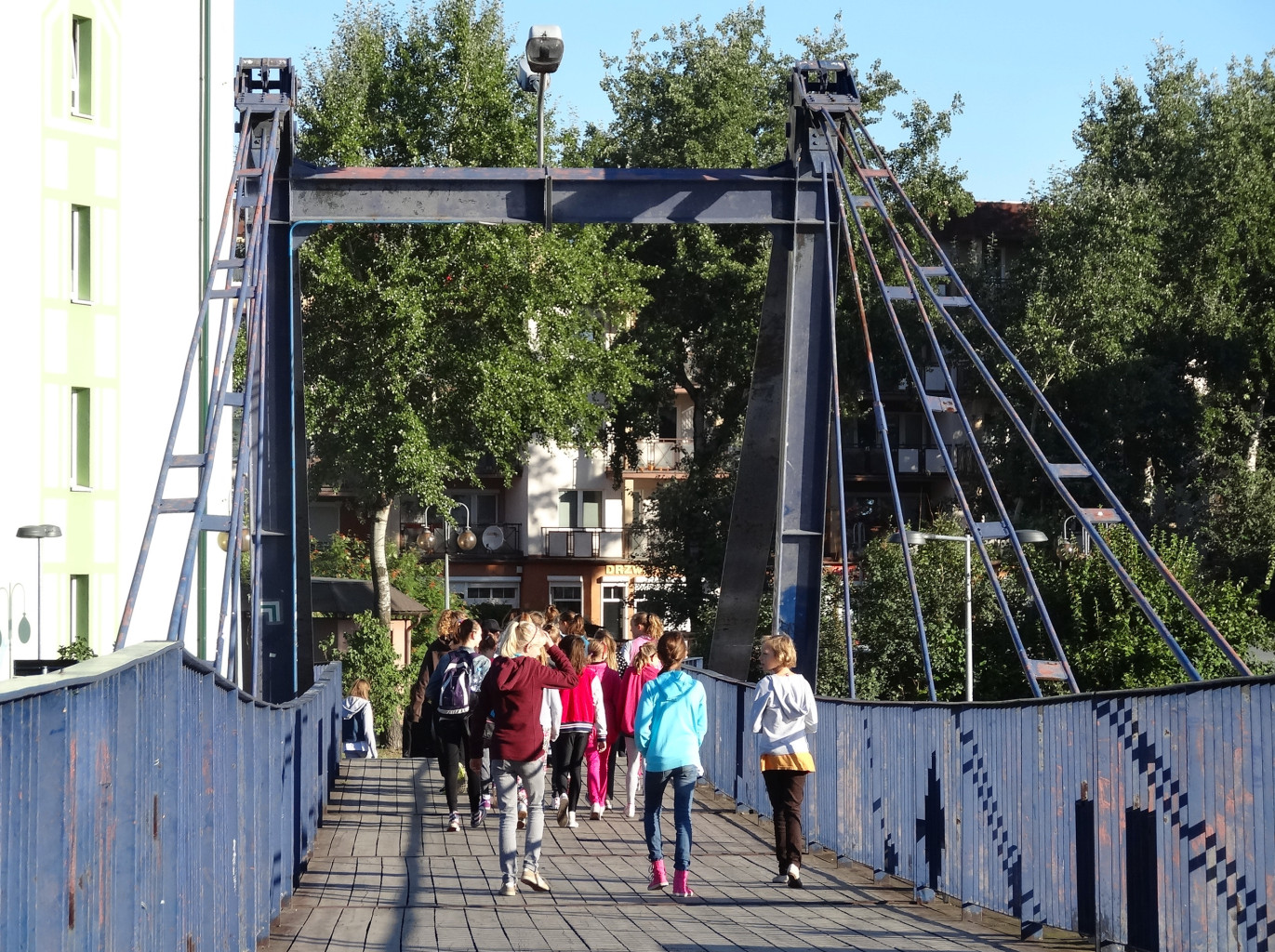
Most Esperanto

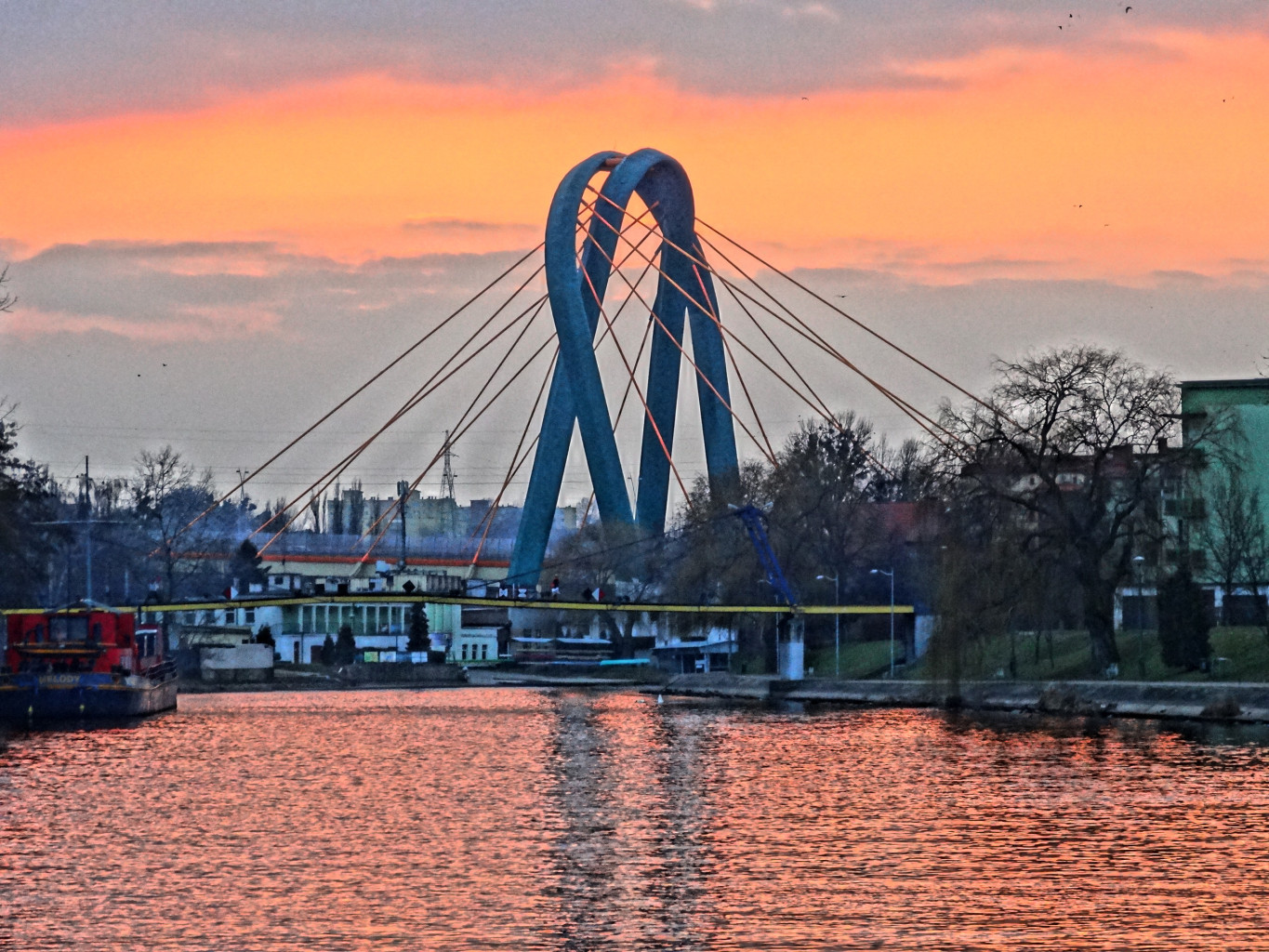
Trasa Uniwersytecka

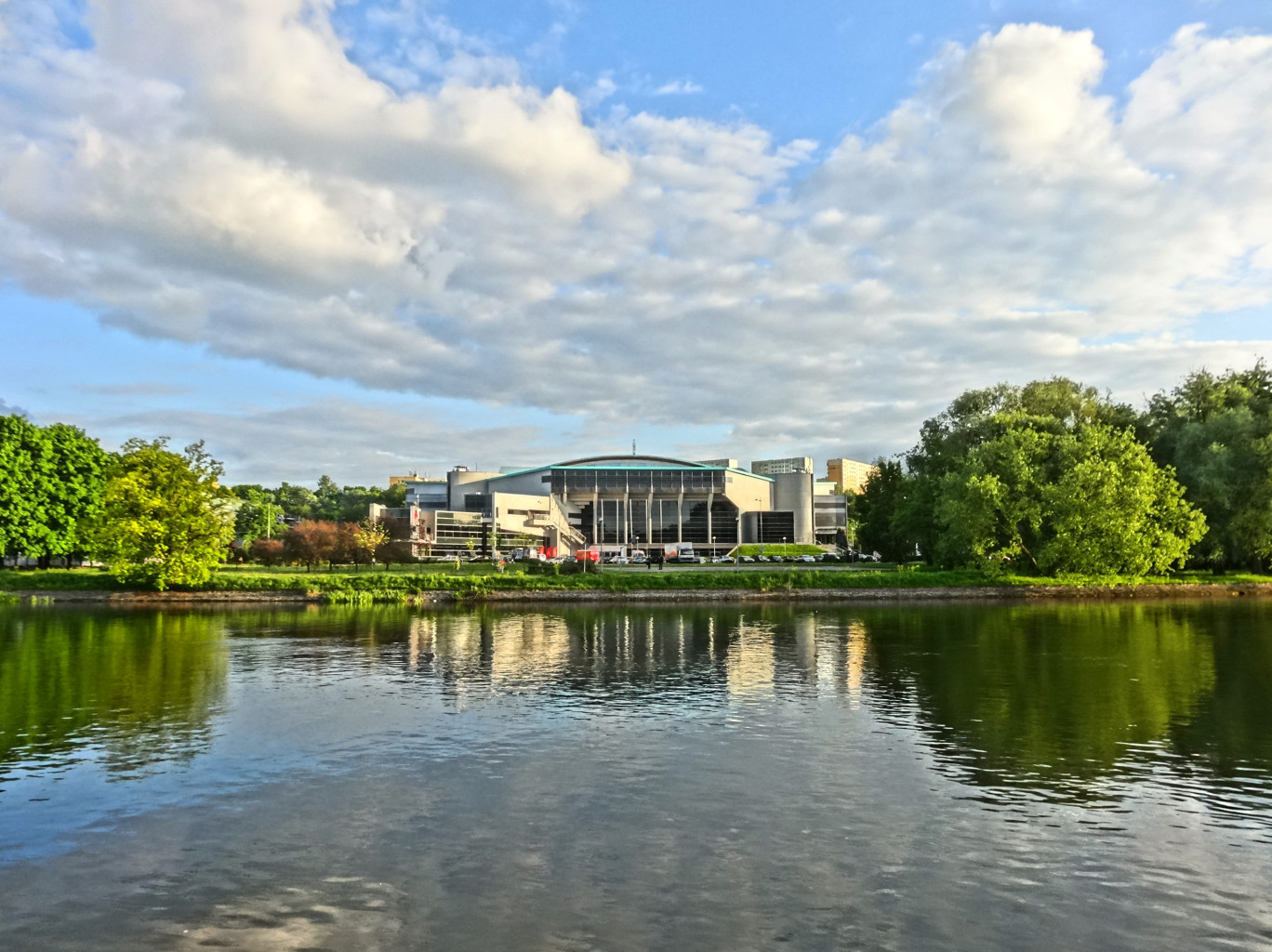
Hala Łuczniczka

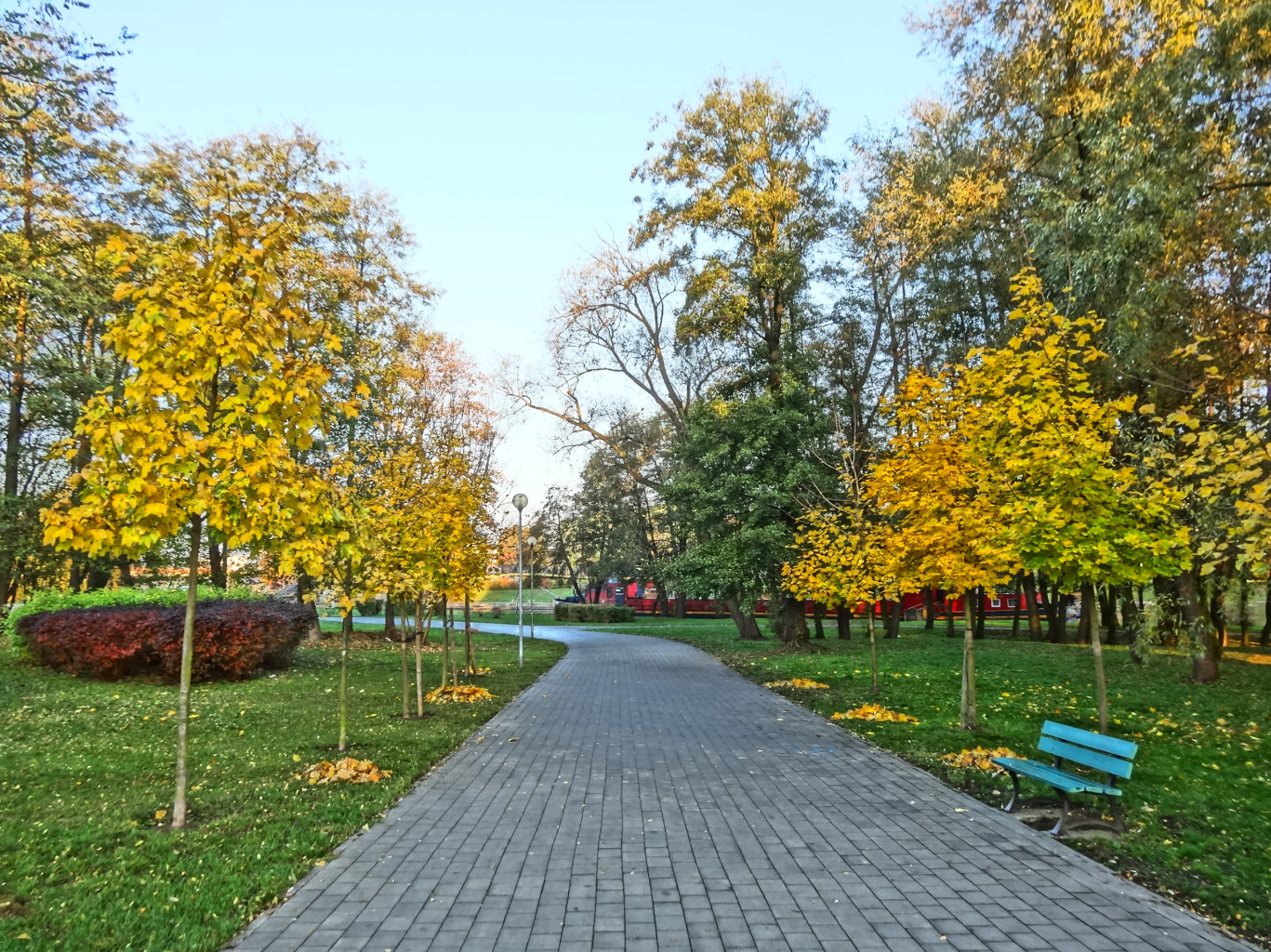
Park Centralny

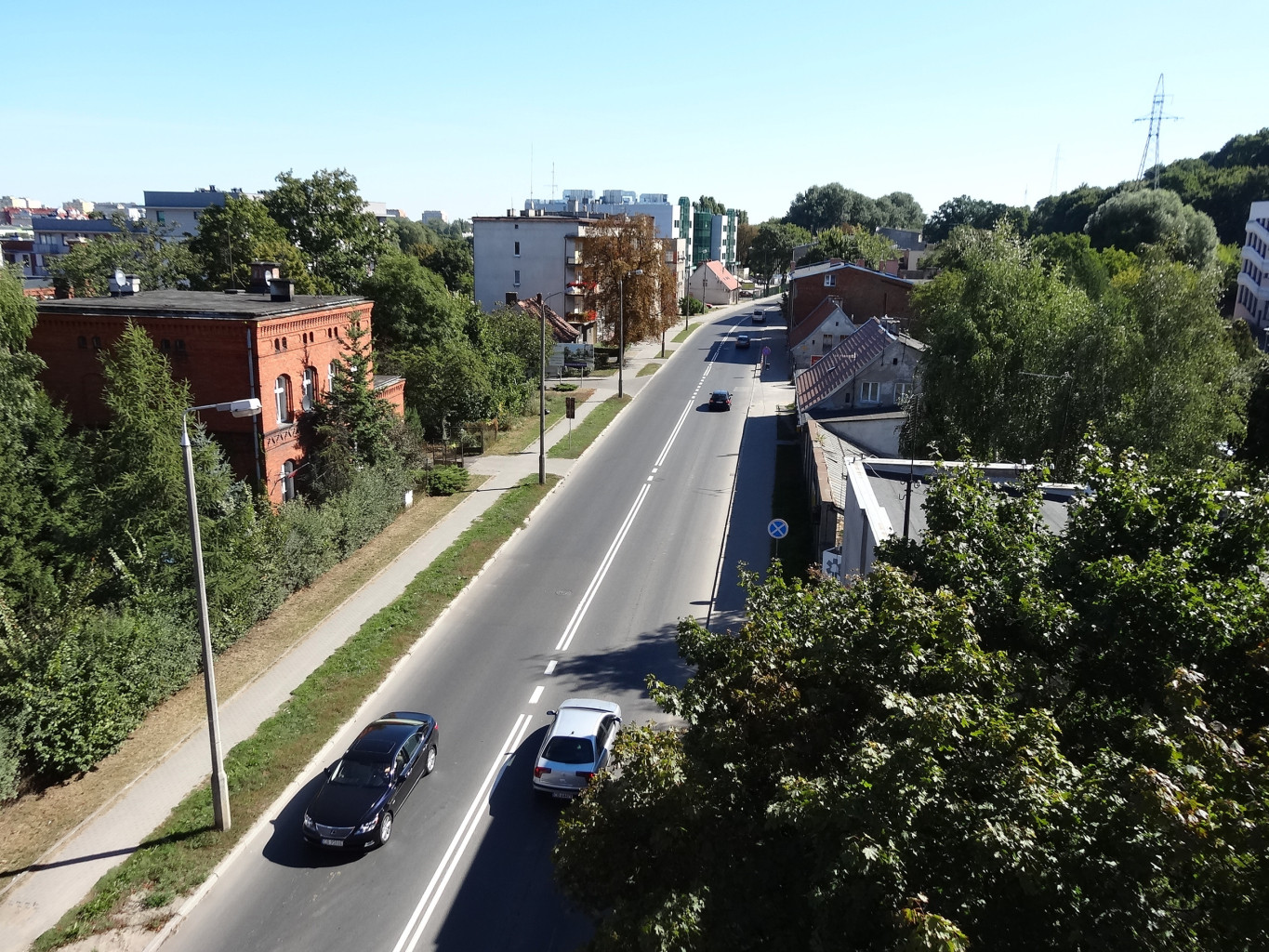
Ulica Toruńska

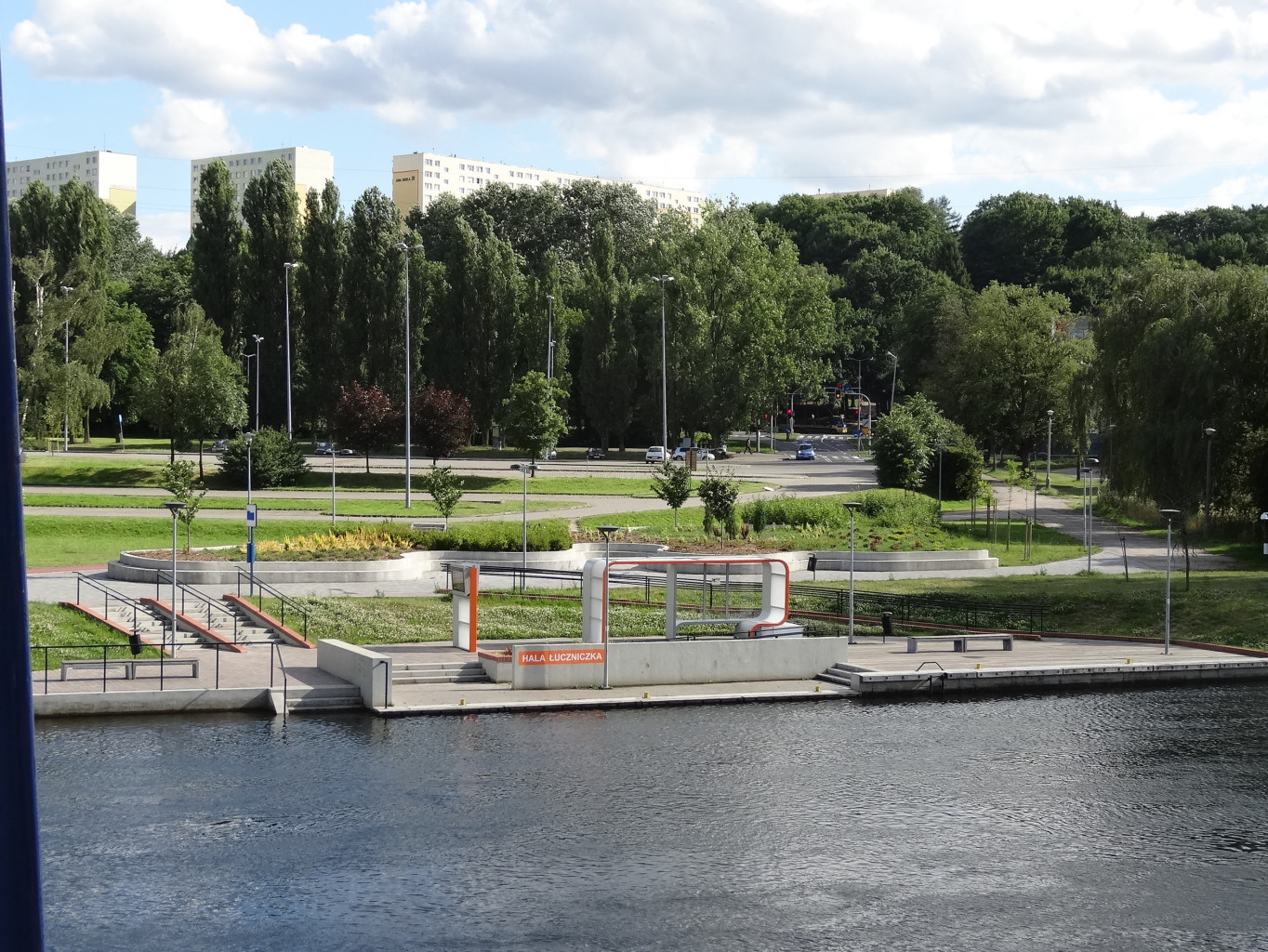
Przystanek Tramwaju Wodnego „Łuczniczka”

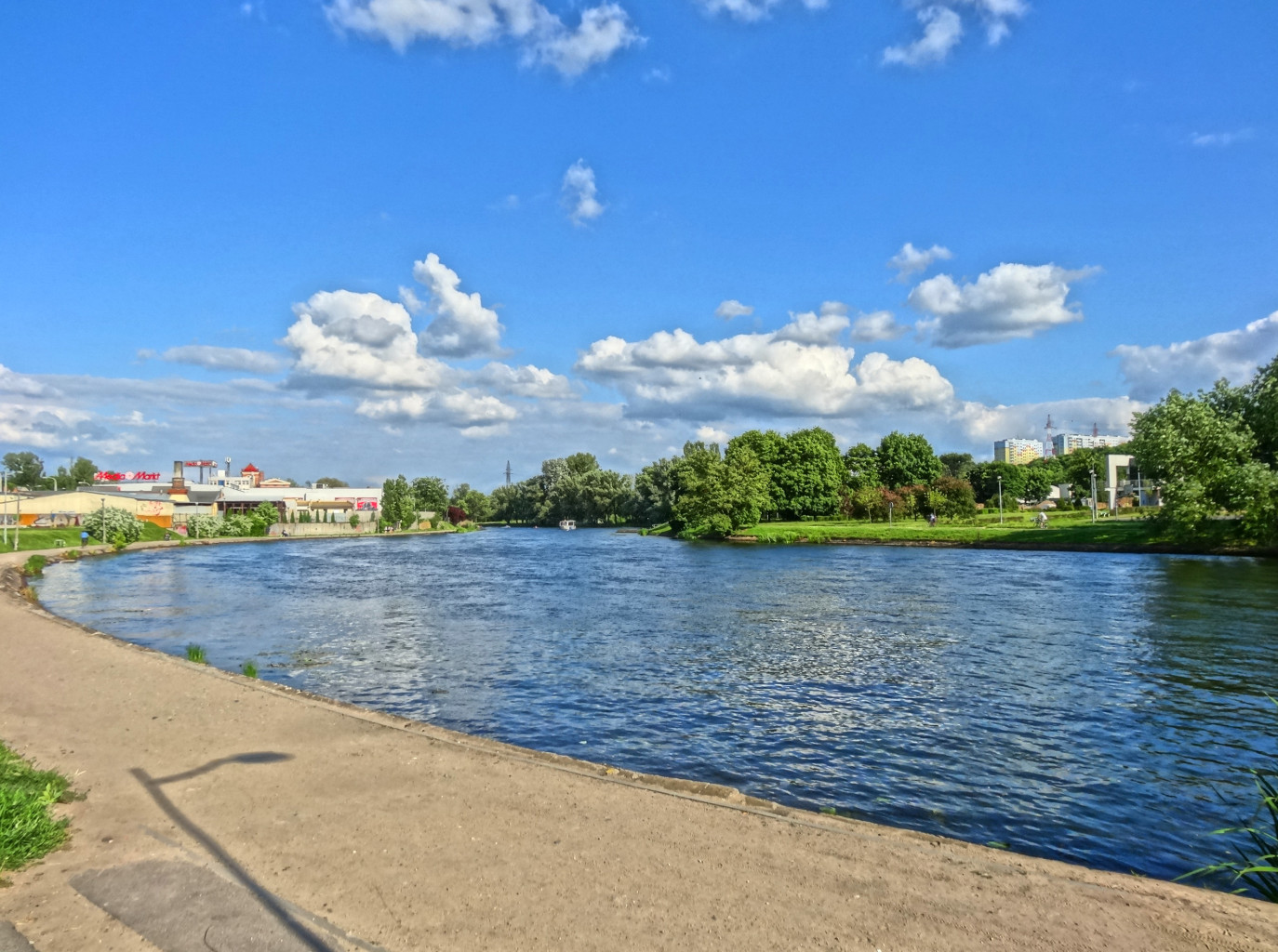
Zakole Brdy przy Łuczniczce

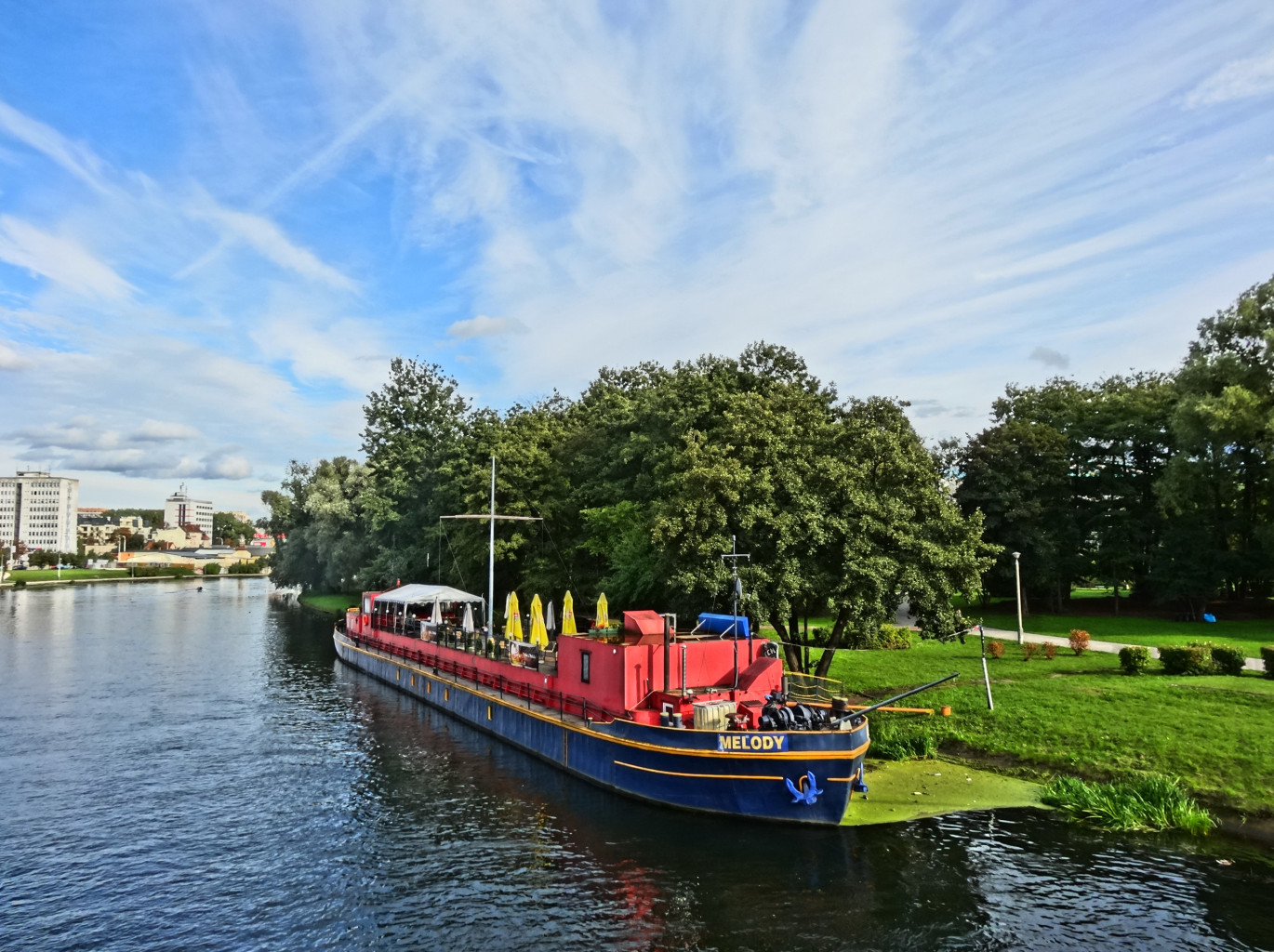
Barka – kawiarnia

Babia Wieś – jednostka urbanistyczna (osiedle) miasta Bydgoszczy, położona w jego środkowej części, na wschód od miasta lokacyjnego, między Brdą a Zboczem Bydgoskim.

## Położenie
Jednostka urbanistyczna Babia Wieś usytuowana jest w centralnej części miasta i zaliczana do osiedli tzw. Dolnego Tarasu Bydgoszczy. Sąsiaduje od południa z osiedlem Wzgórze Wolności, od północy i zachodu ze Śródmieściem, od północnego wschodu ze Skrzetuskiem, zaś od wschodu z Kapuściskami.
Pod względem fizycznogeograficznym osiedle leży w obrębie makroregionu Pradolina Toruńsko-Eberswaldzka, w mezoregionie Kotlina Toruńska i mikroregionie Miejska Dolina Brdy (terasy I-III ok. 30–40 m n.p.m.). Południowe obrzeża osiedla zajmuje Zbocze Bydgoskie o wysokości względnej ok. 27 m, urzeźbione systemem niewielkich jarów i wcięć erozyjnych. Podobnie zachodnie i wschodnie obrzeża jednostki stanowią naturalne granice utworzone z jarów, którymi poprowadzono arterie komunikacyjne (ul. Kujawska, al. Jana Pawła II). Granicą północną jest rzeka Brda.
Historycznie w skład obecnej jednostki urbanistycznej wchodzą cztery obszary. Na wschód od Trasy Uniwersyteckiej zlokalizowane są jednostki, które stały się częścią Bydgoszczy przed 1800 rokiem. Są to: Babia Wieś (wąski pas gruntu wzdłuż Brdy od dawnego klasztoru bernardynów), odnotowana już w średniowiecznych dokumentach oraz Przedmieście Toruńskie. Na zachód od Trasy Uniwersyteckiej w skład jednostki wchodzą Żupy (20 ha), włączone do miasta w 1851 roku oraz fragment gminy Bartodzieje Małe wcielonej 1 kwietnia 1920 roku.

## Charakterystyka
Zachodnią granicą osiedla jest ul. Bernardyńska, wschodnią – al. kard. Stefana Wyszyńskiego, południową – Zbocze Bydgoskie, a północną – rzeka Brda. Wzdłuż wschodniej granicy obszaru jednostki spływa do Brdy ciek wodny – struga Niziny. Dużą część Babiej Wsi zajmują tereny zielone: planty nad Brdą oraz park Centralny. W obrębie osiedla znajdują się liczne kluby kajakowe oraz wioślarskie, a także hala sportowo-widowiskowa „Łuczniczka”, wraz z mniejszą halą bliźniaczą, zbudowaną specjalnie na siatkarskie mistrzostwa świata w 2014 roku.
Zabudowa mieszkaniowa skupiona jest wzdłuż ul. Toruńskiej i pochodzi głównie z okresu zaboru pruskiego i dwudziestolecia międzywojennego. Na zachodnich rubieżach Babiej Wsi na styku ze Starym Miastem znajduje się dawny zespół klasztorny bernardynów bydgoskich (1480-1829) z późnogotyckim kościołem Najświętszej Maryi Panny Królowej Pokoju, od 1866 r. garnizonowym.
Osiedle przecina z zachodu na wschód ulica Toruńska, którą przebiega droga krajowa nr 80. Wschodnim obrzeżem osiedla przebiega droga krajowa nr 5 w ciągu alei kard. Stefana Wyszyńskiego. W 2013 roku oddano do użytku Trasę Uniwersytecką wraz z wantowym mostem nad Brdą i estakadami o długości ok. 700 m, która stanowi fragment arterii łączącej północne i południowe osiedla miasta.
Wśród infrastruktury osiedla znajdują się m.in.:
- Kościół pobernardyński Najświętszej Maryi Panny Królowej Pokoju w Bydgoszczy (1557);
- Dawny Klasztor Bernardynów Bydgoskich (1480-1829), którego zabudowania wykorzystuje m.in. parafia garnizonowa oraz Uniwersytet Technologiczno-Przyrodniczy im. Jana i Jędrzeja Śniadeckich;
- Wydział Rolnictwa i Biotechnologii Uniwersytetu Technologiczno-Przyrodniczego im. Jana i Jędrzeja Śniadeckich w zabytkowym budynku dawnego Ewangelickiego Seminarium Nauczycielskiego (1872) przy ul. Bernardyńskiej;
- Adria (1867-1939 Établissement, Strzelnica Bydgoskiego Bractwa Kurkowego, po 1955 Wojewódzki Ośrodek Kultury oraz kino);
- Komisariat Policji Bydgoszcz-Szwederowo;
- Zespół Szkół Drzewnych im. Stanisława Staszica;
- Sąd Rejonowy w Bydgoszczy (niektóre wydziały);
- Arkada Park – osiedle loftów;
- Kujawsko-Pomorska Szkoła Wyższa w Bydgoszczy, z głównym kampusem, który oddawano do użytku w latach 2008–2012;
- Hala widowiskowo-sportowa „Łuczniczka” (2002);
- Hala sportowa „Artego Arena” (2014);
- Bydgoskie Sztuczne Lodowisko „Torbyd” (2018);
- Park Centralny w Bydgoszczy (1974);
- Mosty: Bernardyński (1872), Uniwersytecki (2013), Esperanto (1979), Pomorski (1970);
- Przystanie: wioślarskie i kajakarskie
- River Towers (pierwotnie River Tower) – budowany przez KWK Construction od lipca 2016 (kamień węgielny wmurowano 13 października 2016) do czerwca 2019 (pierwotnie zakładano ukończenie w III kwartale 2018) i oddany do użytku w sierpniu 2020 20-kondygnacyjny wysokościowiec (64 m; pierwotnie planowano 1 m wyżej) ze 128 mieszkaniami[6], który jest najwyższym budynkiem mieszkalnym w Bydgoszczy[7][8] z 324 schodami[9]. W 2016 wykonano palowanie (300 pali na głębokość ok. 15 metrów), płytę fundamentową oraz sieci podziemne, a w lutym 2017 budowa wyszła z ziemi[10]. Trzy pierwsze kondygnacje budynku zostały przeznaczone na miejsca parkingowe (ze względu na położenie nad rzeką najniższy garaż zaczyna się od poziomu zero). Budynek posiadać będzie restaurację i małą marinę, a na VII piętrze – siłownię[11].

Do przedsięwzięć ujętych w „Planie Rozwoju Bydgoszczy na lata 2009–2014”, a dotyczących Babiej Wsi należały: rozbudowa miejskiego układu komunikacyjnego w rejonie ronda Bernardyńskiego w Bydgoszczy wraz z budową linii tramwajowej w ul. Kujawskiej, rewitalizacja parku na Wzgórzu Wolności, rewitalizacja bulwarów i nabrzeży nad Brdą, modernizacja obiektów zabytkowych Uniwersytetu Technologiczno-Przyrodniczego, w tym Wydziału Rolniczego przy ul. Bernardyńskiej oraz utworzenie Międzynarodowego Centrum Nauki i Edukacji Kujawsko-Pomorskiej Szkoły Wyższej. Inne plany rozwojowe określone na podstawie dokumentów strategicznych obejmują m.in. dalsze zagospodarowanie terenów nadrzecznych dla celów rekreacyjnych oraz kompleks zabudowy mieszkaniowej przy ul. Toruńskiej w miejscu dawnego browaru Kujawiak. W 2016 uzyskano pozwolenie na budowę 15-piętrowego obiektu o nazwie Nordic Astrum i wysokości 50 m. Jego budowę rozpoczęto jesienią 2017 w miejscu dawnego targowiska hurtowego, na zapleczu obiektów UTP. Koszt realizacji budynku miał wynieść około 100 mln zł. Obiekt miał mieć 191 mieszkań, halę garażową na 100 pojazdów, ogólnodostępną restaurację i klub fitness. Na skutek obsunięcia się gruntu, w listopadzie 2017, a ostatecznie w marcu 2018 budowę wstrzymano. W l. 2020–2021 Spółdzielnia Mieszkaniowa „Nad Brdą” zrealizowała z kolei pod skarpą budowę nowego, czterokondygnacyjnego bloku o nazwie „Osiedle Adria”; ponadto w 2020 rozpoczęto remont budynków przy ul. Babia Wieś 15-23.

### Nazwa
Nazwa osiedla nawiązuje do znajdującej się niegdyś w tym rejonie osady przygrodowej bydgoskiego zamku. W roku 1935 redaktor Wincenty Sławiński wydał pracę pt. „Babia Wieś, z legend podmiejskich starej Bydgoszczy” – w tej pracy zamieścił m.in. legendę: „Istna babia wieś”. Mianowicie tereny na wschód od miasta zamieszkiwały kobiety: żony i młode kochanki, do których potajemnie przychodzili nocami skoszarowani na zamku rycerze. W oczach bydgoskich dostojników osiedle uchodziło za „Babią Wieś” – oazę rozpusty i złych obyczajów. Czasy jednak zmieniały się: zła sława zniknęła, tylko nazwa przetrwała wieki, aż po dziś dzień.

### Ludność
W 1990 r. Babią Wieś zamieszkiwało 2,1 tys. osób, podobna liczba w 12 lat później. W kolejnych latach liczba mieszkańców spadała: w 2007 r. wynosiła 1,84 tys. osób, a w 2012 – 1,67 tys.

### Rekreacja
Babia Wieś położona w wąskim pasie między Zboczem Bydgoskim a Brdą obfituje w tereny zielone. Stanowią one jedną czwartą całej powierzchni jednostki. Znajduje się tu 14,3 ha terenów zieleni urządzonej i 6,5 ha zieleni nieurządzonej, zaś wskaźnik zieleni przypadającej na mieszkańca jest najwyższy w mieście. Wzdłuż Brdy usytuowana jest aleja spacerowa, miejscami stanowiąca nadrzeczny bulwar. We wschodniej części jednostki urbanistycznej znajduje się park Centralny. Na jego terenie znajdują się łąki, stawy oraz fragmenty lasów łęgowych (olsy, łęg jesionowy). Na tym terenie zlokalizowane są obiekty sportu i rekreacji o znaczeniu ogólnomiejskim: hala widowiskowo-sportowa Łuczniczka I i Łuczniczka II. Ofertę uzupełniają m.in. korty tenisowe, boisko do piłki plażowej, plenerowa siłownia, kręgielnia, strzelnica. Wzdłuż Brdy rozmieszczone są cztery przystanie wioślarsko-kajakarskie, w tym dwie zabytkowe oraz dwa przystanki Tramwaju Wodnego: „Łuczniczka” i „Tesco”. Babia Wieś określana jest już od okresu międzywojennego „dzielnicą wioślarzy”, gdyż rzeka tętni tu życiem od rana do wieczora dzięki treningom amatorów sportów wodnych. Od południa Babią Wieś okala grąd zboczowy rosnący na skarpie południowej, wchodzący w skład parku na Wzgórzu Wolności. W jego obrębie znajdują się liczne ścieżki spacerowe.

### Szlaki turystyczne
Przez Babią Wieś przebiega zielony szlak turystyczny „Relaks”, który prowadzi od mostu Esperanto w kierunku Cmentarza Bohaterów Bydgoszczy i dalej przez Puszczę Bydgoską do jeziora Jezuickiego. Natomiast wzdłuż ulicy Toruńskiej przebiega rowerowy szlak turystyczny Doliny Dolnej Wisły, który rozpoczyna się na Starym Mieście w Bydgoszczy.

### Ochrona przyrody
Na terenie Babiej Wsi znajduje się kilka pomników przyrody, zlokalizowanych głównie przy ul. Bernardyńskiej: kasztanowiec biały, jesion wyniosły, wiąz szypułkowy oraz winobluszcz trójklapowy na budynku Bernardyńska 6.

## Historia
Początki zasiedlenia obszaru położonego na wschód od Starego Miasta w Bydgoszczy datowane są na czasy egzystencji grodu bydgoskiego – warowni strażniczej i administracyjnej z czasów pierwszych Piastów. Na wschód od grodu zwanego Bidgoscza powstała osada podgrodowa, czemu sprzyjały warunki naturalne: sąsiedztwo rzeki, gdzie łowiono ryby oraz urodzajne gleby wykorzystywane dla rolnictwa. Na terenie osady wybudowano w XIII wieku kościół pw. św. Idziego, prawdopodobnie filialny parafii w Wyszogrodzie. Świątynia służyła urzędnikom grodu kasztelańskiego, rycerzom oraz okolicznej ludności. W dokumentach staropolskich kościół ten nazywano „macierzą kościołów bydgoskich”. Po budowie zamku bydgoskiego w połowie XIV wieku mieszkali na Babiej Wsi pracownicy grodowi oraz rodziny załogi wojskowej zamku. Od roku 1661 w dokumentach pisanych występuje jako przedmieście Bydgoszczy, utożsamiane również z Przedmieściem Kujawskim (Toruńskim).
W 1480 roku na wschód od zamku, przy kościele św. Idziego erygowano Klasztor Bernardynów. W 1545 r. doszło do pożaru tego kompleksu i na jego miejsce w latach 1552–1557 wybudowano późnogotycki kościół konwentualny istniejący do dzisiaj. Później, w latach 1590–1601, wzniesiono również murowane budynki klasztorne, a w 1682 r. – Domek Loretański. Bernardyni stworzyli największą w mieście bibliotekę (1919 tomów, częściowo zachowaną do dzisiaj) i powołali do istnienia szkołę, gdzie uczono retoryki, Bernardyńskie Studium Filozoficzne (1529-1774), obserwatorium astronomiczne (1677) oraz browar nad rzeką. Na wschód od klasztoru urządzono ogród, który chcąc zabezpieczyć przed wylewami rzeki otoczono groblą i wykopano rowy odwadniające. Część tego terenu przywłaszczył sobie bezprawnie żupnik bydgoski, z którym konwent prowadził proces sądowy w latach 1601–1604. Po wygraniu procesu bernardyni ogrodzili posiadłość murem.
W 1529 r. przy drodze wylotowej z miasta w kierunku wschodnim ufundowano także, kościół szpitalny św. Stanisława, konsekrowany w 1533 r. Od 1522 roku na terenie Babiej Wsi istniała żupa solna, gdzie składowano i sprzedawano okolicznej ludności sól małopolską i ruską, a od 1557 r. także zamorską sprowadzaną z Gdańska. W II połowie XVI wieku funkcjonowała także prywatna warzelnia soli, gdzie surowiec uzyskiwano z rumu solnego transportowanego z Wieliczki. Istniała także godność żupnika bydgoskiego, rekrutującego się spośród przedstawicieli średniej szlachty, który odpowiadał za dostarczanie soli z żup ruskich. Bydgoszczanie aż do końca XVII wieku posiadali monopol na handel solą na terenie całej Wielkopolski. Żupa istniała do początku XVIII w., kiedy zniszczono ją w czasie wojny północnej. W 1744 r. odnotowano, że na Babiej Wsi poza żupą solną znajdowała się karczma dworska i dwa zamieszkałe budynki.
Po przejściu Bydgoszczy pod władzę Królestwa Prus w wyniku I rozbioru Polski (1772), na Żupach powstała cegielnia założona przez budowniczego Kanału Bydgoskiego – Ernsta Conrada Petersona. Pozostały po niej stawy poeksploatacyjne, widoczne w krajobrazie do końca XX wieku, kiedy zniwelowano je podczas budowy hali Łuczniczka. W skład Bydgoszczy wliczano wówczas Przedmieście Toruńskie, liczące w 1783 r. 942 mieszkańców. Natomiast w 1851 r. włączono do miasta teren dawnych żup solnych, tzw. Schuppenkrug.
W XIX wieku zabudowa koncentrowała się wzdłuż ulicy Toruńskiej, przy której wzniesiono kilkukondygnacyjne budynki mieszkalne W głębi powstały niewielkie, typowo podmiejskie zabudowania mieszkalne i gospodarcze. W latach 1866–1867 wzniesiono Dom Strzelecki Bydgoskiego Bractwa Kurkowego według projektu architekta berlińskiego Eduarda Titza. Po pożarze gmachu w 1900 r. został on do roku 1903 odbudowany, a dziesięć lat później przejęty przez miasto. Było to jedno z najokazalszych założeń typu Établissement w Bydgoszczy i do dzisiaj pełni funkcje kulturalne. Natomiast na terenie dawnych składów solnych wybudowano w latach 1888–1889 zaprojektowany przez H. Dublańskiego zespół budynków pralni garnizonowej (po 2006 roku lotfy mieszkalne). Z kolei w 1872 w sąsiedztwie dawnego klasztoru oddano do użytku ulicę Bernardyńską wraz z mostem nad Brdą. Przy niej zbudowano Ewangelickie Seminarium Nauczycielskie, a na skwerze przed budynkiem umieszczono w 1880 roku Pruski Pomnik Poległych, zastąpiony w 1925 roku Pomnikiem Nieznanego Powstańca Wielkopolskiego. Niestety w 1879 r. rozebrano doszczętnie kościół św. Idziego.
Pierwsze tramwaje na Babiej Wsi wybudowano w 1898 r., kiedy przedłużono linię „zieloną” ze Zbożowego Rynku wzdłuż ul. Toruńskiej do Strzelnicy (ul. Żupy). W 1914 roku przystąpiono do rozbudowy linii tramwajowej w kierunku Małych Bartodziejów do ul. Bełzkiej (rondo Toruńskie). Prace przerwano wskutek wybuchu I wojny światowej.
Po przejściu Bydgoszczy w styczniu 1920 roku do odrodzonego państwa polskiego, do miasta włączono kolejne gminy podmiejskie, m.in. sąsiednią Bartodzieje Małe. W ten sposób cały obszar obecnej jednostki urbanistycznej Babia Wieś znalazł się w granicach Bydgoszczy. W latach 1925–1927 powstało osiedle mieszkaniowe przy ul. Toruńskiej-Babia Wieś (numery 5-23), którego inwestorem było miasto (w 2020 rozpoczęto ich remont). Począwszy od 1910 roku wzdłuż prawego brzegu Brdy sytuowano przystanie bydgoskich klubów wioślarskich. W latach 20. XX w. powstały m.in. przystanie Bydgoskiego Towarzystwa Wioślarskiego, Bydgoskiego Klubu Wioślarek, Kolejowego Klubu Wioślarskiego. W latach 30. na Babiej Wsi powstały ponadto przystanie kajakarskie m.in. dla Miejskiego Gimnazjum Męskiego im. Mikołaja Kopernika oraz Okręgowej Sekcji Wodnej Pocztowego Przysposobienia Wojskowego. Obiekty te w większości przetrwały do dzisiaj, niektóre z nich wpisano do rejestru zabytków województwa kujawsko-pomorskiego. Zwyczajowo cały obszar położony między ul. Toruńską a Brdą nazywano „dzielnicą wioślarzy”.
Po II wojnie światowej, w latach 1952–1953 oddano do użytku nową linię tramwajową „Brda” łączącą Stare Miasto z Kapuściskami i Łęgnowem. Na Babiej Wsi powstała pętla tramwajowa, a tory ułożono wzdłuż ulicy Babia Wieś oraz Toruńskiej. Z kolei w 1970 r. na wschodnich rubieżach jednostki oddano do użytku trasę północ-południe (al. kard. Stefana Wyszyńskiego) z rondem Toruńskim, którą w latach 80. poprowadzono dalej na południe jarem Niziny. W latach 70. XX wieku na terenie przylegającym do Brdy urządzono park Centralny, w którym w 2002 roku oddano do użytku halę Łuczniczka.

## Ulice na Babiej Wsi
od okolicy:
- most Uniwersytecki (Trasa Uniwersytecka)
- Ogińskiego (część ulicy po wybudowaniu nowego mostu Trasy U).
- Babia Wieś
- Bernardyńska
- most Bernardyński
- rondo Bernardyńskie
- Ustronie
- Żupy

od nazw geograficznych:
- most Pomorski
- rondo Toruńskie
- Toruńska

od osób
- aleja Kardynała Stefana Wyszyńskiego

## Komunikacja

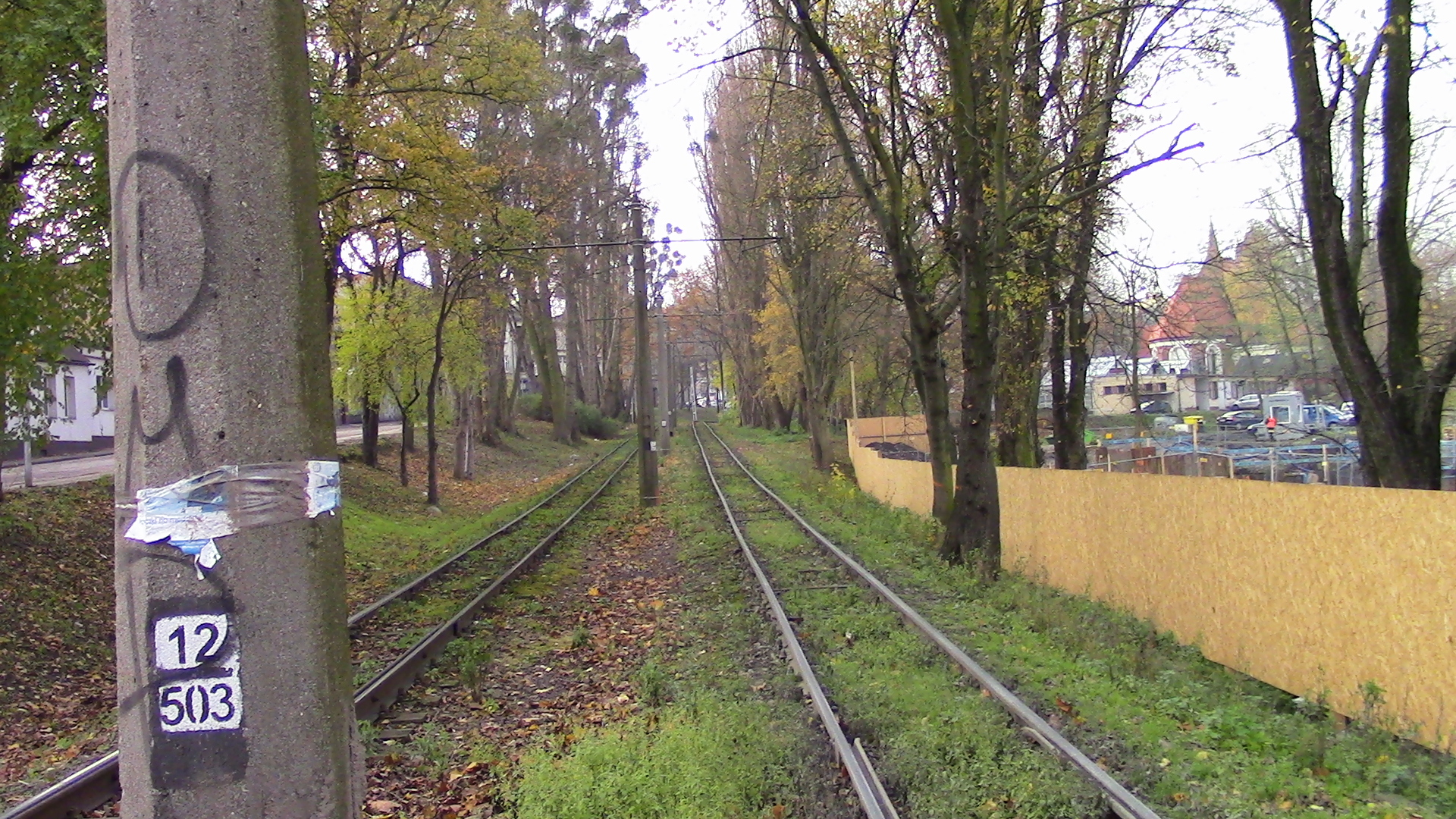
Kierunek Ronda Bernardyńskiego – przed przebudową

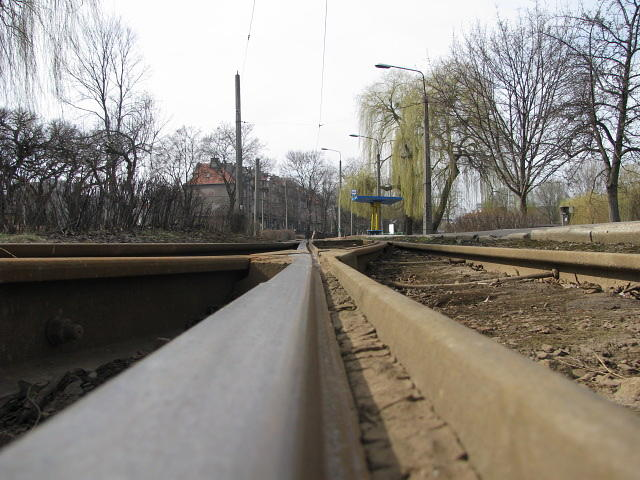
Widok na przystanek tramwajowy

W dzielnicy Babia Wieś znajduje się pętla tramwajowa o takiej samej nazwie. Mieści się pośrodku trasy biegnącej od Ronda Jagiellonów przez Rondo Bernardyńskie do Ronda Toruńskiego, będącej alternatywą dla torowiska na ulicy Jagiellońskiej. Leży niemal nad samym brzegiem Brdy, nieopodal Mostu Uniwersyteckiego, po jego zachodniej stronie. Posiada możliwość zawracania w obu kierunkach, a także dwa dodatkowe tory, jednak nie ma możliwości przejazdu przez trasę z pominięciem pętli. Jest wykorzystywana do zawracania jedynie w sytuacjach awaryjnych, podczas czasowych zmian rozkładu spowodowanych remontami oraz przez linie specjalne.
Przez osiedle nie przebiegają linie autobusowe dzienne (oprócz linii 57, która nie ma przystanku na terenie osiedla, gdyż biegnie Trasą Uniwersytecką), natomiast od stycznia 2016 wzdłuż ulicy Toruńskiej funkcjonuje linia nocna 36N.
Na Babiej Wsi, przy hali Łuczniczka, znajduje się nowoczesny przystanek Bydgoskiego Tramwaju Wodnego.